# 봉선화
봉선화(鳳仙花) 또는 봉숭아는 인도·말레이시아·중국 원산으로 봉선화과의 한해살이풀이다.
줄기는 높이가 30~50 센티미터 정도이며, 굵고 곧게 선다. 잎은 폭이 좁은 타원형으로 가장자리는 톱니처럼 되어 있다. 꽃은 6월 경에 적색·흰색·황색·분홍색 등으로 개화하며, 잎겨드랑이에서 나온 긴 꽃자루 끝에 3개씩 아래로 드리워져 달린다. 한편, 각각의 꽃은 5개의 꽃잎을 가지고 있다. 열매는 삭과로 잔털이 있는데 익으면 갑자기 벌어져서 황갈색의 작은 씨가 튀어나온다.
인도, 말레이시아, 중국 남부가 원산지로 뜰에 널리 심고 있다. 우리나라에서는 봉선화를 언제부터 심었는지 정확하지 않으나, 1241년 완성된 〈동국이상국집(東國李相國集)〉에 "7월 25일경 오색으로 꽃이 피고 비바람이 불지 않아도 열매가 자라 씨가 터져 나간다는 봉상화(鳳翔花)"가 언급되어 있는 점으로 보아 고려시대 이전부터 봉선화를 널리 심었던 것으로 추정된다. 꽃의 생김새가 마치 봉(鳳)을 닮아 봉선화라고 부른다. 조선시대 책에는 봉선화로 되어 있는데, 이 봉선화가 봉숭아로 발음된 것 같다.

## 문화
꽃말은 “나를 건드리지 마세요”이다.
부녀자들이 언제부터 손톱을 물들이는 데 봉선화를 사용했는지는 확실하지 않으나, 고려 충선왕 때 손톱에 봉선화를 물들인 궁녀에 대한 전설이 있는 것으로 보아 그 이전부터 있었던 것 같다. 봉선화를 백반과 함께 짓이겨 손톱에 동여맨 후 하루가 지나면 곱게 물든다.

## 속설
봉숭아 물들이기는 여러 가지 속설이 있다. 우선 붉은색은 귀신을 물리친다는 뜻이 있어서, 봉숭아 물들이기는 모든 질병을 예방한다는 민간신앙의 의미가 포함된다. 그리고 첫눈이 올 때까지 봉숭아물이 손톱에 남아 있으면 첫사랑에 성공한다는 이야기가 있다.

## 재배 및 관리
비옥한 사질양토에서 잘 자란다. 한해살이풀이므로 가을에 씨앗을 받았다가 다음 해 봄에 배수가 잘 되고 햇빛이 충분한 곳에 직접 뿌린다. 열매가 녹색을 잃으며 누루수룸해지면 씨 받을 준비를 한다. 너무 익으면 건드리자마자 바로 터져버린다.

## 사진

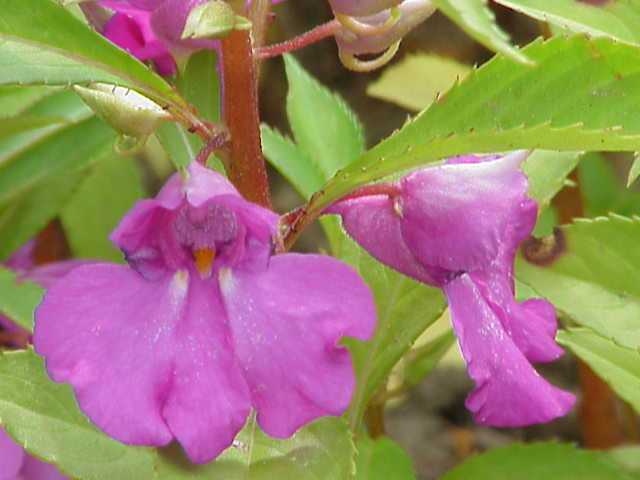
꽃
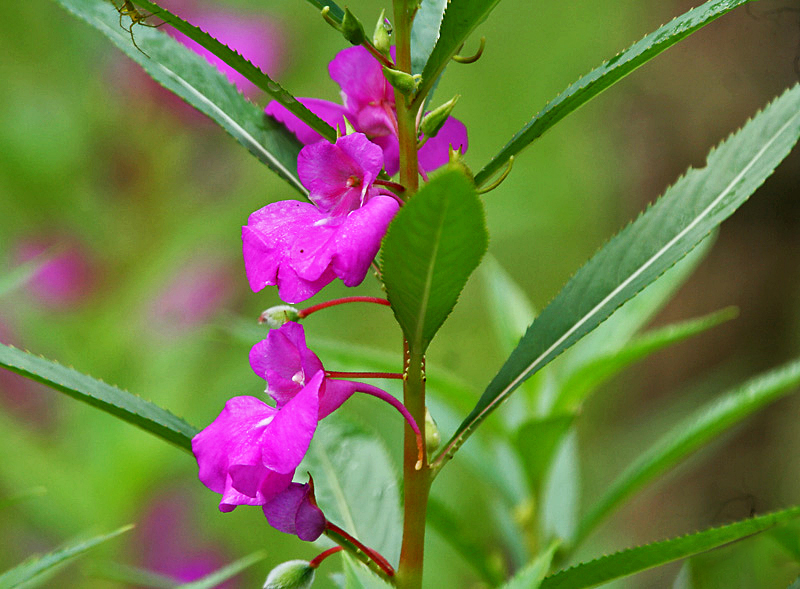